# بخش مرکزی شهرستان چرداول
بخش مرکزی شهرستان چرداول، یکی از بخش‌های شهرستان چرداول در استان ایلام ایران است. مرکز این بخش، شهر سرابله است.

## تقسیمات کشوری
- بخش مرکزی شهرستان چرداول
  - دهستان هلسم

شهر: سرابله

## جمعیت
بر پایه سرشماری عمومی نفوس و مسکن در سال ۱۳۹۵، جمعیت بخش مرکزی شهرستان چرداول برابر با ۱۴٬۰۶۲ نفر بوده‌است.